# Aleksander Zelwerowicz

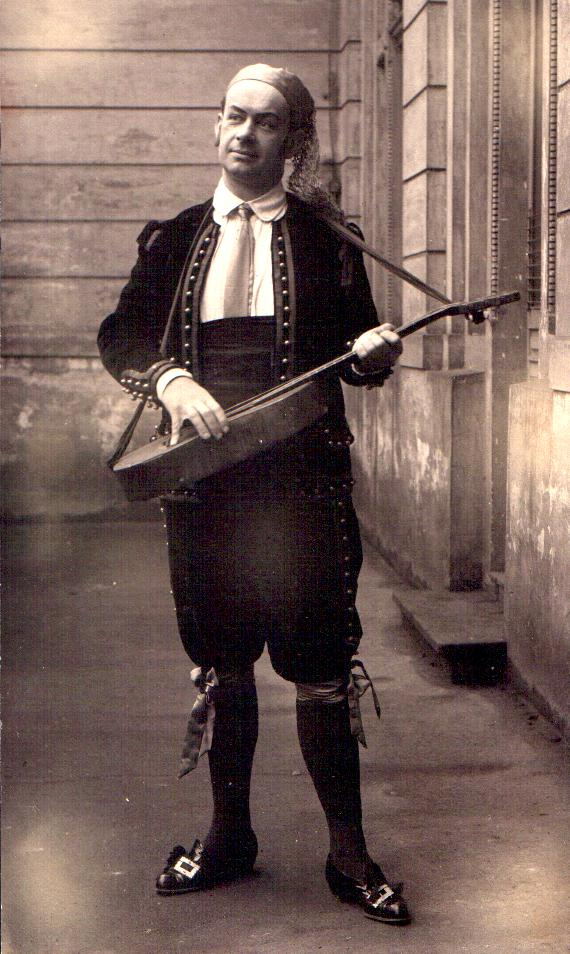
Aleksander Zelwerowicz jako Figaro w Cyruliku sewilskim Pierre’a Beaumarchais; Teatr im. Juliusza Słowackiego w Krakowie, 1917

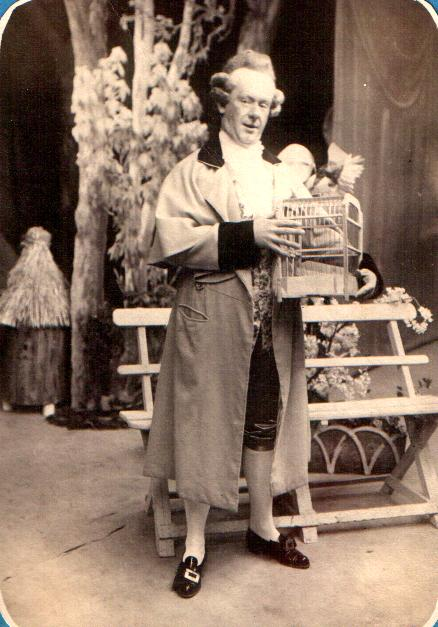
Aleksander Zelwerowicz jako Szambelan w Panu Jowialskim Aleksandra Fredry, Teatr im. Juliusza Słowackiego w Krakowie, 1918

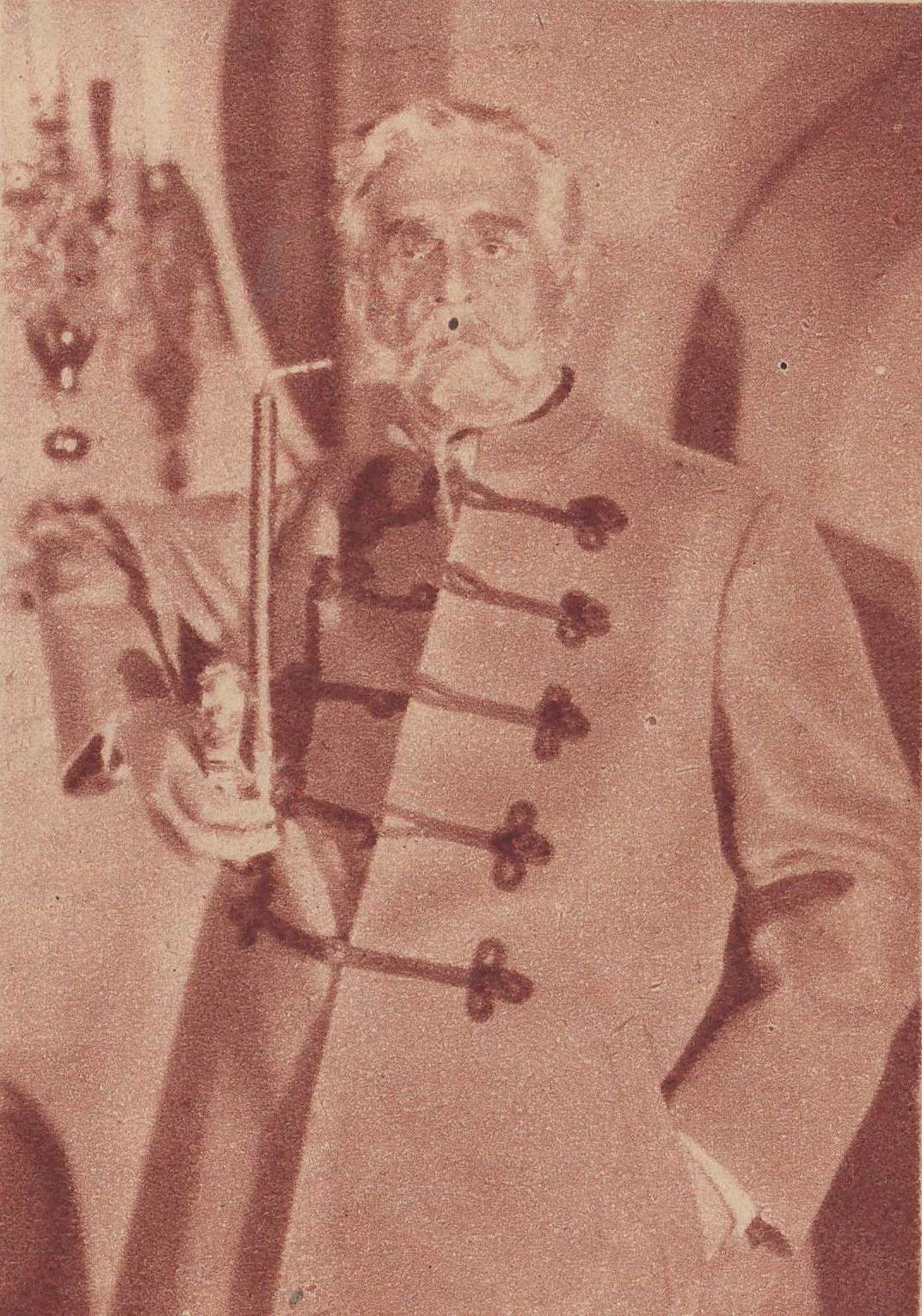
Aleksander Zelwerowicz w sztuce „Pan Damazy”, 1946

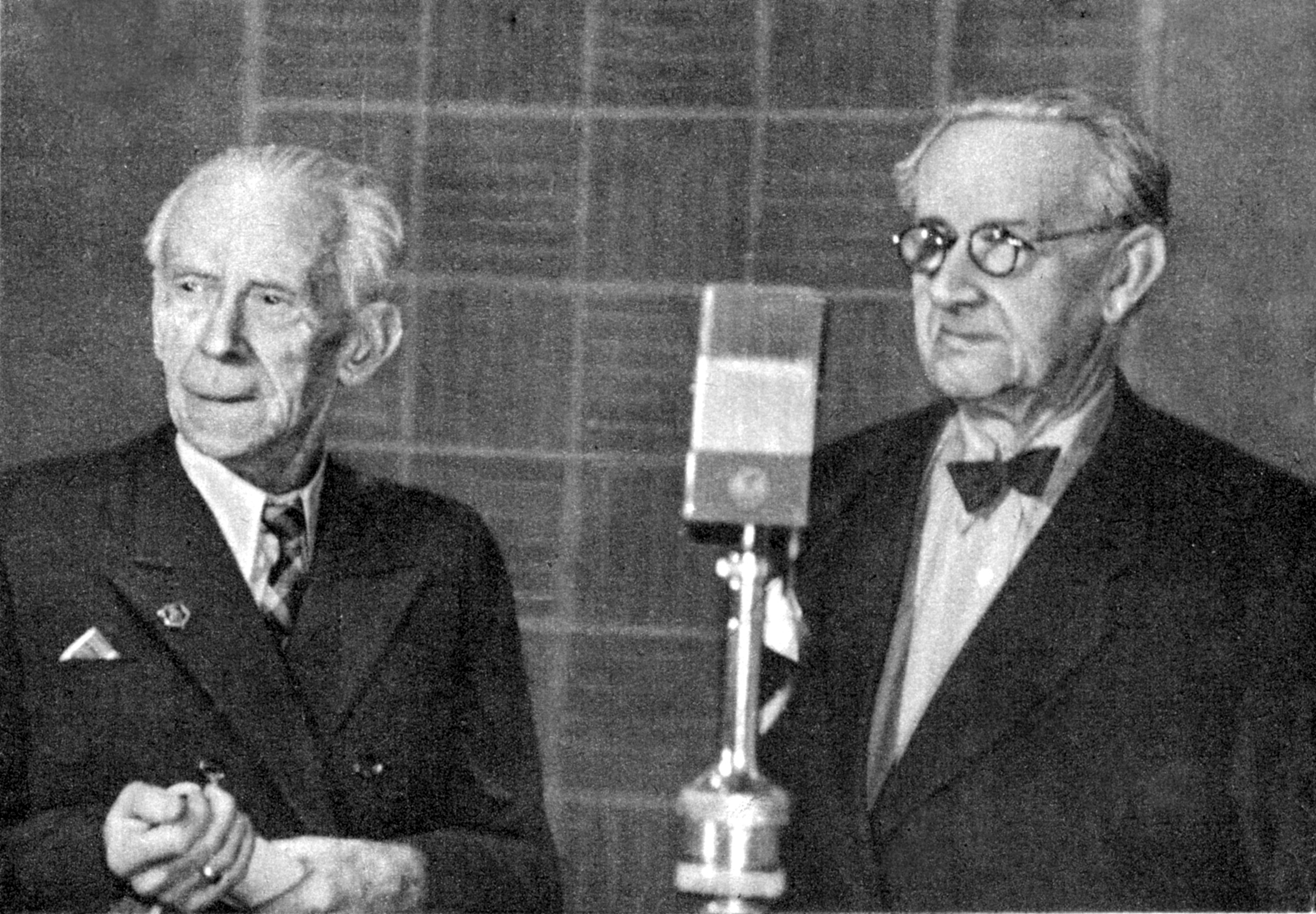
A. Zelwerowicz i Ludwik Solski w Polskim Radiu, 1949

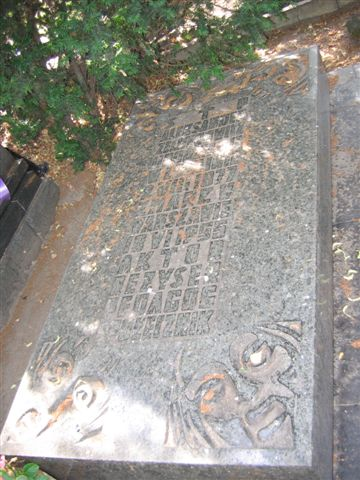
Grób na Cmentarzu Wojskowym na Powązkach w Warszawie

Aleksander Zelwerowicz (ur. 14 sierpnia 1877 w Lublinie, zm. 18 czerwca 1955 w Warszawie) – polski aktor, reżyser, dyrektor teatru, pedagog, członek Polskiego Komitetu Obrońców Pokoju w 1949 roku. Był określany jako jeden z najwybitniejszych polskich aktorów i reżyserów w historii.

## Życiorys
Urodził się w kamienicy Rynek 3 w Lublinie, w rodzinie Aleksandra, komisarza sądowego, i Bronisławy z Rydzewskich. Po śmierci ojca wraz z matką przeniósł się do Warszawy, gdzie w 1886 roku rozpoczął naukę w rosyjskim IV Gimnazjum Męskim o profilu klasycznym. Nie zdał egzaminów i w 1890 roku musiał opuścić szkołę. Później uczęszczał do innej szkoły, skąd został wydalony z wilczym biletem za bywanie w teatrach ogródkowych. Po zdaniu matury w rosyjskim gimnazjum w Orle studiował w Szkole Handlowej Ludwika Kronenberga w Warszawie, a jednocześnie w Klasie Dykcji i Deklamacji przy Warszawskim Towarzystwie Muzycznym, którą ukończył w 1897.
Zadebiutował jeszcze jako amator w Komedii omyłek Szekspira w teatrze ogródkowym w 1896 roku w Warszawie. Po rocznym pobycie i studiach w Genewie w 1899 roku znalazł się w Łodzi, w zespole Michała Wołowskiego, który prowadził tu stałą scenę teatralną „Victoria” przy ul. Piotrkowskiej 67 (w latach późniejszych budynek znany jako kino „Polonia”) i to był jego pierwszy w pełni zawodowy debiut aktorski. Po jednorocznym sezonie (1899/1900) przeniósł się do Teatru Miejskiego w Krakowie, gdzie występował do 1908 roku. Tu ujawnił się jego talent komediowy i charakterystyczny. Z biegiem lat rozszerzył repertuar o role dramatyczne, nasycone ironią i sarkazmem. Jego dorobek twórczy obejmuje ok. 900 ról. Sztuka aktorska Zelwerowicza nie poddaje się jednoznacznym definicjom. Realista, czerpał inspiracje z rozmaitych stylów i kierunków: naturalizmu, modernizmu czy ekspresjonizmu, zachowując jednak własny ton.
Ceniony reżyser, głównie komedii np. Fredry i Blizińskiego, przygotował ok. 280 przedstawień.
Najbardziej ceniony jego okres twórczości teatralnej przypada na sezon 1920/1921, kiedy był dyrektorem Teatru Miejskiego w Łodzi. W jego zespole występowali w tym czasie m.in. Stefan Jaracz i Kazimierz Junosza-Stępowski.
W okresie późniejszym dyrektorował scenom w Wilnie, Teatru Narodowego w Warszawie. Ponadto występował gościnnie w Poznaniu, Wilnie i Lublinie. Reżyserował również i występował gościnnie w Rydze i w Pradze.
Współtwórca polskiego szkolnictwa teatralnego, w 1932 roku doprowadził do powstania Państwowego Instytutu Sztuki Teatralnej, pierwszej polskiej nowoczesnej uczelni kształcącej aktorów i reżyserów. Był dyrektorem PIST-u w latach 1932–1936 i reaktywował Instytut w Łodzi po wojnie.

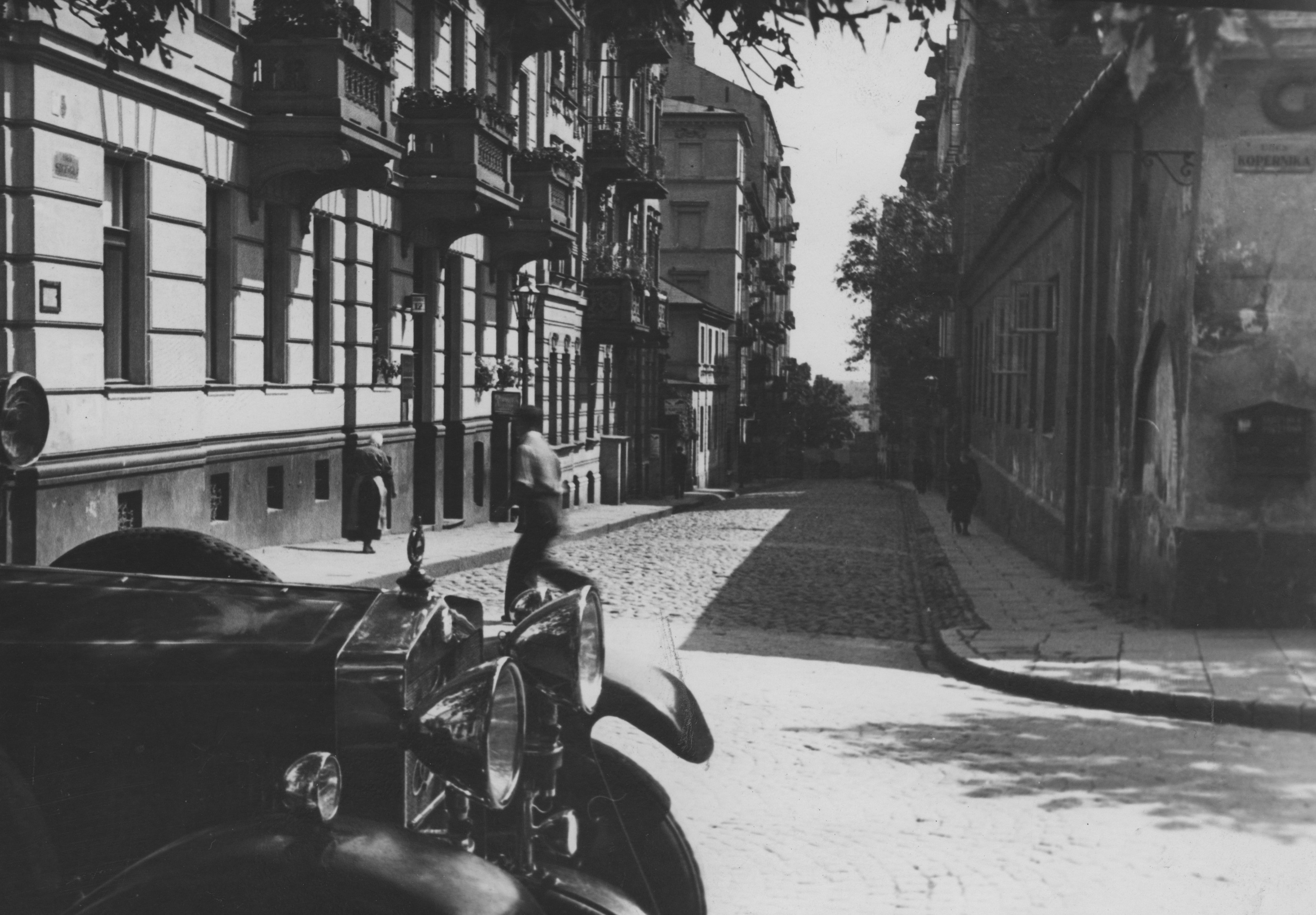
Ulica Szczygla w Warszawie, przy której Zelwerowicz mieszkał i pomagał ukrywać Żydów w czasie okupacji niemieckiej, przed 1939

W 1940 roku, ze względu na szykany ze strony władz okupacyjnych, opuścił stolicę i przebywał w majątku Uleniec w okolicy Grójca. Od lutego 1941 roku mieszkał i pracował w Domu Inwalidów Wojennych Polskiego Czerwonego Krzyża w Oryszewie. Regularnie przyjeżdżał do Warszawy. Przesyłał paczki żywnościowe i pieniądze, pomagając utrzymać mieszkanie przy ulicy Szczyglej 9, gdzie jego córka ukrywała Żydów, w tym działacza Bundu i prezesa Rady Pomocy Żydom „Żegota” Leona Feinera. W październiku 1944 roku do Zelwerowicza dotarła Maria Nudel. Zapewniał jej kryjówkę do końca wojny. Włączył się w organizowanie pod Sochaczewem schronisk dla uchodźców z powstania warszawskiego. W 1949 roku był delegatem Krajowej Rady Obrońców Pokoju na Kongres Obrońców Pokoju w Paryżu.
Zmarł w Warszawie, pochowany z honorami państwowymi 21 czerwca 1955 roku w Alei Zasłużonych na cmentarzu Wojskowym na Powązkach w Warszawie (kwatera A24-tuje-10). Przed pogrzebem trumna z jego zwłokami była wystawiona na widok publiczny w foyer Teatru Polskiego. Hołd artyście oddali m.in. członek Biura Politycznego KC PZPR Edward Ochab, sekretarz KC PZPR Jerzy Morawski, zastępca przewodniczącego Rady Państwa Stefan Ignar, wicepremier Stanisław Łapot, minister kultury i sztuki Włodzimierz Sokorski, szef Urzędu Rady Ministrów Kazimierz Mijal, sekretarz Rady Państwa Marian Rybicki, członek Rady Państwa Stefan Matuszewski, przewodniczący Prezydium Stołecznej Rady Narodowej Jerzy Albrecht oraz kierownik Wydziału Nauki KC PZPR Stefan Żółkiewski, a także wybitni aktorzy scen warszawskich Mieczysława Ćwiklińska, Wojciech Brydziński, Karol Adwentowicz, Seweryna Broniszówna, Nina Andrycz, Janina Romanówna, Jan Kreczmar, Marian Wyrzykowski. Przemówienie nad grobem w imieniu władz PRL wygłosił minister kultury i sztuki Włodzimierz Sokorski.
Nagrobek autorstwa Teresy Brzóskiewicz ma formę polerowanej płyty z ciemnego granitu ozdobionej w czterech rogach maskami teatralnymi.
Pośmiertnie wydano jego wspomnienia Gawędy starego komedianta (Warszawa, 1958), tom O sztuce teatralnej. Artykuły - wspomnienia - wywiady z lat 1908–1954 (wybór i oprac. B. Osterloff, Wrocław 1993) oraz Listy (wstęp, wybór i oprac.: B. Osterloff, Warszawa 1999).
W 1977 roku (pośmiertnie) wraz z córką Helena Zelwerowicz-Orchoń otrzymał tytuł „Sprawiedliwy wśród Narodów Świata” przyznawany osobom ratującym Żydów podczas Holocaustu przez izraelski Instytut Pamięci Jad Waszem.

## Życie prywatne
Zelwerowicz był trzykrotnie żonaty. Pierwszą żoną, od stycznia 1903, była Emilia z Kulikowskich, która popełniła samobójstwo w 1909. Mieli córkę Lenę, aktorkę, oraz syna Stanisława. Drugą – od 3 lipca 1927 była Krystyna Severinówna, reżyserka, trzecią – od 1951 była Maria Rozalia z Borowskich (1908–2009).

## Filmografia
- Przesądy (1912)
- Obrona Częstochowy (1913)
- Tajemnica pokoju nr 100 (1914)
- Ochrana warszawska i jej tajemnice (1916)
- Rok 1863 (1922)
- Niewolnica miłości (1923)
- Skrzydlaty zwycięzca (1924)
- Huragan (1928)
- Mocny człowiek (1929)
- Tajemnica skrzynki pocztowej (1929)
- Księżna Łowicka (1932)
- Pałac na kółkach (1932)
- Dzieje grzechu (1933)
- Przebudzenie (1934)
- Dwie Joasie (1935)
- Granica (1938)
- Ludzie Wisły (1938)
- Serce matki (1938)
- Wrzos (1938)
- Doktór Murek (1939)
- Trzy serca (1939)
- Żona i nie żona (1939/1941)
- Czarne diamenty (1939/1946)

### Role teatralne
- Grabiec w Balladynie J. Słowackiego (1902)
- Czepiec w Weselu S. Wyspiańskiego (1905)
- Wojnicki w Wujaszku Wani A. Czechowa (1906)
- Damazy Żegota w Panu Damazym J. Blizińskiego (1909)
- Protasow w Żywym trupie L. Tołstoja (1916)
- Major w Fantazym J. Słowackiego (1917)
- Figaro w Weselu Figara P. A. de Beaumarchais’go (1918)
- Hipolit w Papierowym kochanku J. Szaniawskiego (1920)
- Argan w Chorym z urojenia Moliera (1921)
- Szambelan w Panu Jowialskim A. Fredry (1923)
- Horodniczy w Rewizorze N. Gogola (1926)
- Mecenas w Adwokacie i różach J. Szaniawskiego (1929)
- Porfiry w Zbrodni i karze według F. Dostojewskiego (1934)
- Inspektor Goole w Pan Inspektor przyszedł J.B. Priestleya (1947)
- Żebrak w Elektrze J. Giraudoux (1946)
- Henryk Jaskrowicz w Grzechu S. Żeromskiego (1951)

### Prace reżyserskie teatralne
- Klątwa S. Wyspiańskiego (1909)
- Samuel Zborowski J. Słowackiego (1911)
- Wesele S. Wyspiańskiego (1912)
- Wróg ludu H. Ibsena (1913)
- Juliusz Cezar W. Shakespeare’a (1914)
- Wyzwolenie S. Wyspiańskiego (1916)
- Fantazy J. Słowackiego (1917)
- Pan Jowialski A. Fredry (1918)
- Pan de Pourceaugnac Moliera (1918)
- Cyrulik Sewilski P. A. Beaumarchais’go (1918)
- Intryga i miłość F. Schillera (1925)
- Król Edyp Sofoklesa (1926)
- Dziady A. Mickiewicza (1927)
- Adwokat i róże J. Szaniawskiego (1929)
- Przestępcy F. Brucknera (1930)
- Wielki człowiek do małych interesów A. Fredry (1935)
- Krysia J. Szaniawskiego (1935)
- Pan Damazy J. Blizińskiego (1946)

## Ordery i odznaczenia
- Krzyż Wielki Orderu Odrodzenia Polski (13 lutego 1954)[17][18]
- Order Sztandaru Pracy I klasy (22 lipca 1949)[19]
- Krzyż Komandorski z Gwiazdą Orderu Odrodzenia Polski (8 listopada 1946)[20]
- Krzyż Oficerski Orderu Odrodzenia Polski (7 listopada 1925)[21]
- Złoty Krzyż Zasługi (pięciokrotnie: 23 czerwca 1927[22], 14 marca 1935[23], 8 maja 1946[24], 15 czerwca 1946[25], 13 listopada 1953[26])
- Złoty Wawrzyn Akademicki (4 listopada 1937)[27]
- Medal 10-lecia Polski Ludowej (19 stycznia 1955)[28]
- Medal Sprawiedliwy wśród Narodów Świata (pośmiertnie, 1977)[29]

## Nagrody
- nagroda na Festiwalu Sztuk Radzieckich za rolę Marta Legusa w przedstawieniu Dwa obozy (1949)[3][30]
- Państwowa Nagroda Artystyczna I stopnia w dziale teatru za twórczą pracę artystyczną i działalność pedagogiczną (1950)[31]
- Nagroda Państwowa II stopnia (zespołowa) za rolę Jaskrowicza w przedstawieniu Grzech Stefana Żeromskiego w reżyserii Bohdana Korzeniewskiego z Teatru Polskiego w Warszawie (1951)[1]

## Upamiętnienie
W 1955 roku jego imię otrzymała PWST w Warszawie, obecnie Akademia Teatralna im. Aleksandra Zelwerowicza.
Od 1985 roku redakcja miesięcznika „Teatr” przyznaje nagrodę im. Aleksandra Zelwerowicza dla najlepszej aktorki i najlepszego aktora sezonu.
W 2015 r. Poczta Polska wyemitowała zaprojektowany przez Marzannę Dąbrowską upamiętniający Aleksandra Zelwerowicza znaczek pocztowy o nominale 4,20 zł należący do serii „Ludzie kina i teatru”.
Ulice nazwane imieniem Aleksandra Zelwerowicza:
- w Białej Podlaskiej,
- w Bydgoszczy,
- w Ciechanowie,
- w Częstochowie,
- w Gdańsku,
- w Jaworznie,
- w Krakowie, Podgórzu,
- w Lublinie, Czechów Północny/Choiny, od 13 grudnia 2014[33][34],
- w Luszowicach,
- w Łodzi, w Śródmieściu, od 29 maja 1962 (d. Mostowa),
- w Rzeszowie, na Zalesiu,
- w Tychach,
- w Warszawie, na Mokotowie, od 24 listopada 1961 (d. Kosowska)[35],
- we Wrocławiu, na Starym Mieście.

## Materiały źródłowe
- Archiwum rodzinne Zelwerowiczów w Pracowni Historii Szkolnictwa Teatralnego Akademii Teatralnej im. A. Zelwerowicza w Warszawie
- Muzeum Teatralne w Warszawie
- Biblioteka Teatru im. Juliusza Słowackiego w Krakowie
- Archiwum Zelwerowiczowskie Barbary Osterloff